# Боронгай
Боронгай (хорв. Borongaj) — місцевість у столиці Хорватії Загребі, у районі Пещениця-Житняк. Розташований на південь від головної залізниці вздовж проспекту Бранимира та на схід від дороги Донє Светице. Місце розташування колишнього аеродрому Боронгай. В адміністративному відношенні входить до складу місцевого комітету «Бруно Бушич». Займає площу 68,7 га, в ньому проживає 4571 житель (2011).